# کروتز اسپرینگز (لوئیزیانا)
کروتز اسپرینگز (به انگلیسی: Krotz Springs) شهری در ایالت لوئیزیانا کشور ایالات متحده آمریکا است که جمعیت آن در سرشماری سال ۲۰۱۰ میلادی، ۱٬۱۹۸ نفر بوده‌است.